# Кампањола (Казерта)
Кампањола (итал. Campagnola) је насеље у Италији у округу Казерта, региону Кампанија.
Према процени из 2011. у насељу је живело 371 становника. Насеље се налази на надморској висини од 342 м.